# Paul Juntunen
Paul Juntunen, successivamente conosciuto come Paul Jayson (Sault Ste. Marie, 13 febbraio 1921 – Pensacola, 16 ottobre 2004), è stato un cestista statunitense, professionista nella NBL.

## Carriera
Giocò per due stagioni nella NBL, disputando complessivamente 47 partite con 4,0 punti di media.